# Дафни (Алабама)
Да́фни (англ. Daphne) — крупнейший город округа Болдуин, штат Алабама. Население по переписи 2020 года — 27 462 человека.

## География
Находится в 267 км (по автодорогам) к юго-западу от административного центра штата, города Монтгомери. По данным Бюро переписи США, общая площадь города равняется 49,5 км², из которых 49,19 км² составляет суша и 0,31 км² — водные объекты (0,63 %). Город пересекает автомагистраль , соединяющая западные и юго-восточные части округа. К юго-востоку от города берёт начало река Фиш.

## История
Территория нынешнего города и прилегающие к нему районы были заселены по крайней мере с IX-го тысячелетия до нашей эры. Первыми поселенцами региона являются племена охотников-собирателей. Район нынешнего города в разное время заселяло множество коренных народов, включая тенсоу, чокто, криков и семинолов. Позднее регион являлся нейтральной территорией, где племена встречались и обсуждали отношения между своими народами. Немногочисленные обособленные группы людей работали вместе, добывали еду и обеспечивали свои семьи. По оценкам, к 1500 году, когда культура коренных американцев в Южной Алабаме достигла расцвета, в радиусе 50 миль от морского побережья жила община численностью около 5000 человек. В 1540 году эти народы были обнаружены испанским исследователем Эрнандо де Сото.
Испанцы стали первыми европейскими поселенцами, прибывшими в данный регион в 1557 году. В 1710 году французские исследователи заявили права на залив Мобил и его восточный берег, а также земли к востоку от залива Пердидо. Французские претензии на данные территории практически не оспаривались испанцами. Несмотря на это, регион оставался под испанским контролем ещё более тридцати лет. Поскольку в конце Семилетней войны британцы оккупировали близлежащий залив, Дафни перешёл под их контроль и служил восточным терминалом паромной переправы через Мобил-Бей. В 1763 году британцы уступили земли региона французам по Парижскому мирному договору. Община Дафни была основана в том же году и была известна в качестве «деревни». В ноябре 1814 года американский генерал Эндрю Джексон пересёк залив с тремя тысячами солдат, прошёл на восток вплотную к Пенсаколе и разгромил британцев, тем самым окончательно установив американский контроль над Дафни.

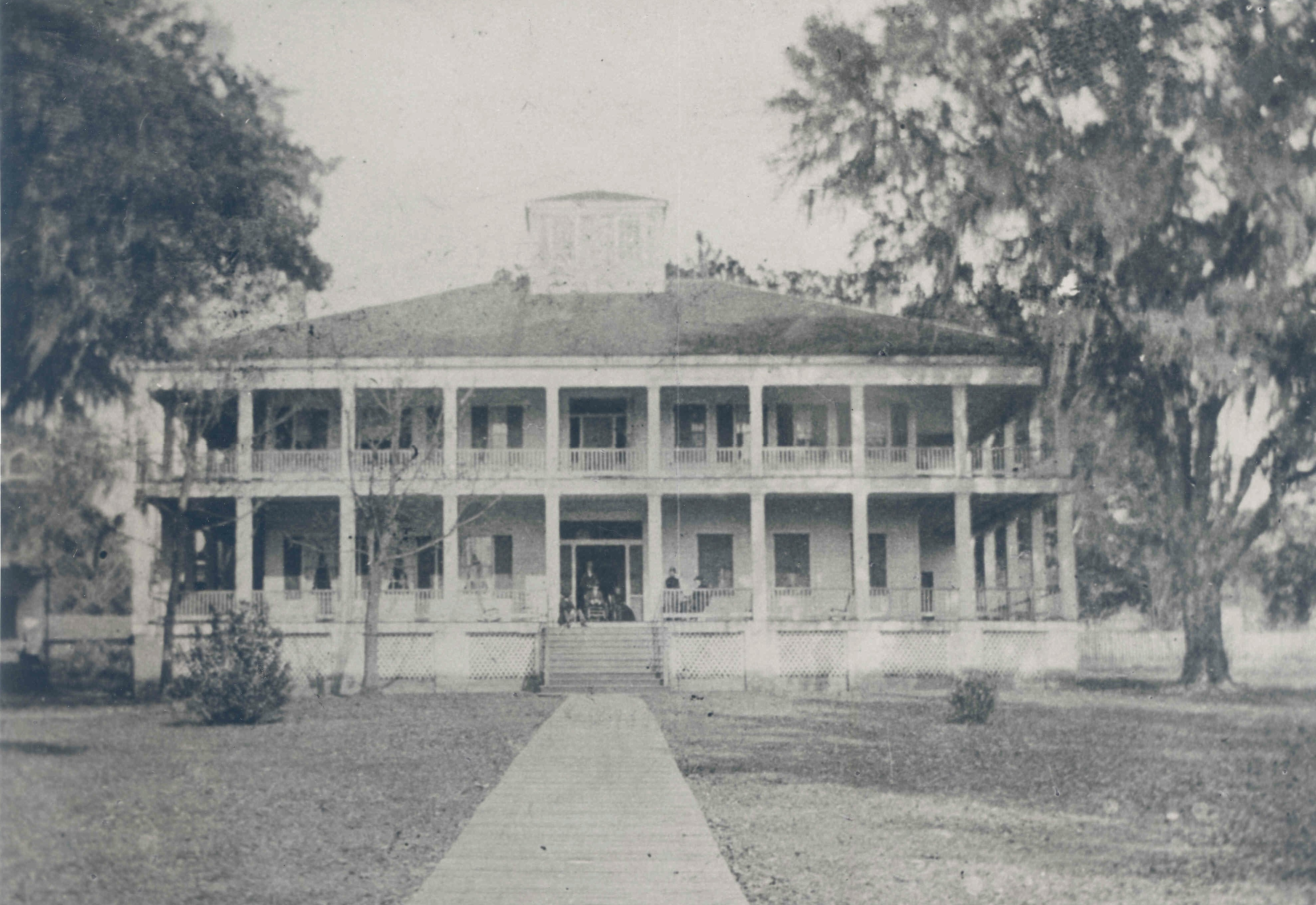
Отель У. Говарда, начало XX века

В 1874 году владелец отеля Уильям Говард стал почтмейстером поселения и дал городу название, предполагается, что в честь экзотического кустарника волчеягодника, которым восхищалась его жена. В то время, когда реки являлись единственными путями, соединявшими Мобил с глубинной частью суши, Дафни стал идеальным местом для дислокации административного центра округа, коим и являлся в период 1868—1901 годов. С расширением ветви железной дороги, соединившей Бей-Минетт с северо-западной частью Флориды, бизнесмены и политики провели кампанию за перенос центра округа, что получило одобрение законодательного собрания штата 5 февраля 1901 года. Однако руководители и официальные лица Дафни отказались передать окружные и судебные протоколы, что привело к тому, что в октябре 1901 года чиновники Бей-Минетта выкрали записи. 19 сентября 1927 года в городе состоялись первые выборы. Первым мэром был избран Джеймс Вольц. Попытка недовольных жителей в 1946 году аннулировать инкорпорацию провалилась.
В июле 1997 года ураган «Дэнни» обрушился на побережье Мексиканского залива, принеся в регион сильные ветры и дожди. В сентябре 2004 года на территории к югу от Дафни, недалеко от Галф-Шорс, был зафиксирован ураган «Айван». Шторм 3-й категории привёл к масштабным наводнениям и разрушениям по всему городу. Уже в следующем году Дафни затронул ураган «Катрина», хотя последствия и не были такими катастрофичными, как в 2004 году.
В феврале 2008 года Дафни стал последним из крупных городов округа Болдуин, где был введён запрет на курение в общественных местах. После обширных дискуссий запрет был принят. В то же время исключениями стали бары, частные клубы и до тридцати процентов номеров в отелях города. В ноябре 2010 года городской совет Дафни ввёл запрет на отправку текстовых сообщений во время вождения, став первым муниципалитетом региона, который учредил данную норму.

## Население
| Год переписи                    | Нас.  |        | %±     |
| ------------------------------- | ----- | ------ | ------ |
| 1890                            | 549   |        | —      |
| 1930                            | 582   |        | 6%     |
| 1940                            | 630   |        | 8,2%   |
| 1950                            | 1041  |        | 65,2%  |
| 1960                            | 1527  |        | 46,7%  |
| 1970                            | 2382  |        | 56%    |
| 1980                            | 3406  |        | 43%    |
| 1990                            | 11290 |        | 231,5% |
| 2000                            | 16581 |        | 46,9%  |
| 2010                            | 21570 |        | 30,1%  |
| 2020                            | 27462 |        | 27,3%  |
| 2021                            | 28777 | [ 13 ] | 4,8%   |
| 1890–2021 U.S. Decennial Census |       |        |        |

По переписи населения 2020 года, в городе проживало 27 462 жителя. Плотность населения — 558,28 чел. на один квадратный километр. Расовый состав населения: белые — 77,94 %, чёрные или афроамериканцы — 10,65 %, испаноязычные или латиноамериканцы — 4,54 % и представители других рас — 6,87 %.

## Экономика
По данным переписи 2020 года, средний годичный доход домохозяйства составляет 71 105 долларов, что на 15,14 % выше среднего уровня по округу и на 36,65 % выше среднего по штату. Доля населения, находящегося за чертой бедности, — 8,6 %.

## Образование
Общеобразовательные учреждения города являются частью системы образования округа. В муниципалитете находятся три начальные и две средние школы. В дополнение к государственным школам, в Дафни расположены ещё три частные школы: Бейсайд-Академи, католическая школа и христианская школа Восточного побережья.

## Культура и достопримечательности
В городе есть множество знаковых мест, сред них библиотека площадью 18 000 квадратных футов, развлекательный центр, общественный центр и парк Бейфронт. В музее Дафни, расположенном в здании бывшей методистской церкви, построенной в 1858 году, представлены экспонаты, посвященные культурной истории. В городе также проводится ряд мероприятий с живой музыкой и блюдами местной кухни. К основным культурным мероприятиям относятся Юбилейный фестиваль Восточного побережья (сентябрь), который ежегодно собирает порядка тридцати тысяч гостей, фестивали Zydeco (май) и Taste of the Eastern Shore (август).

## Галерея

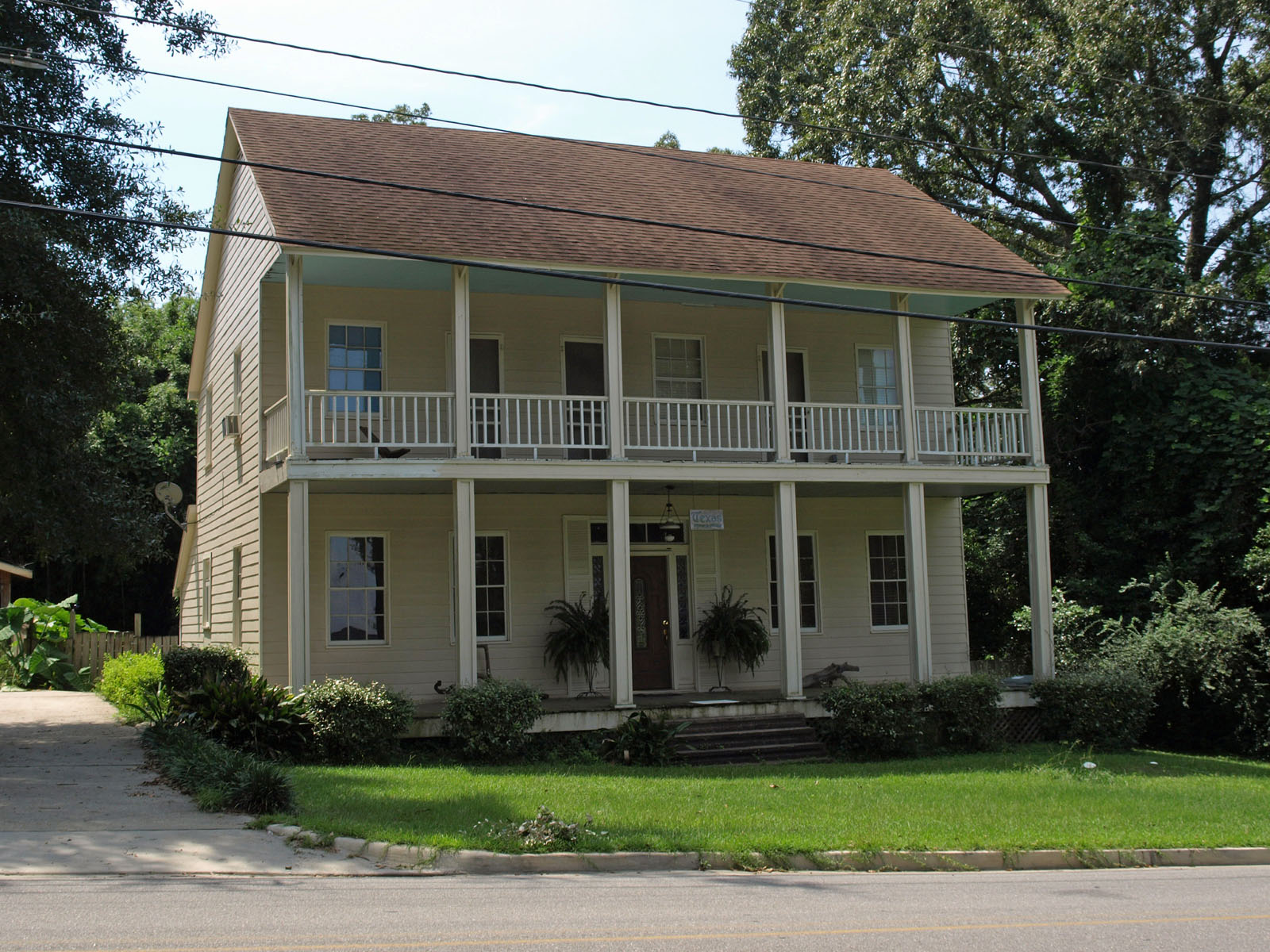
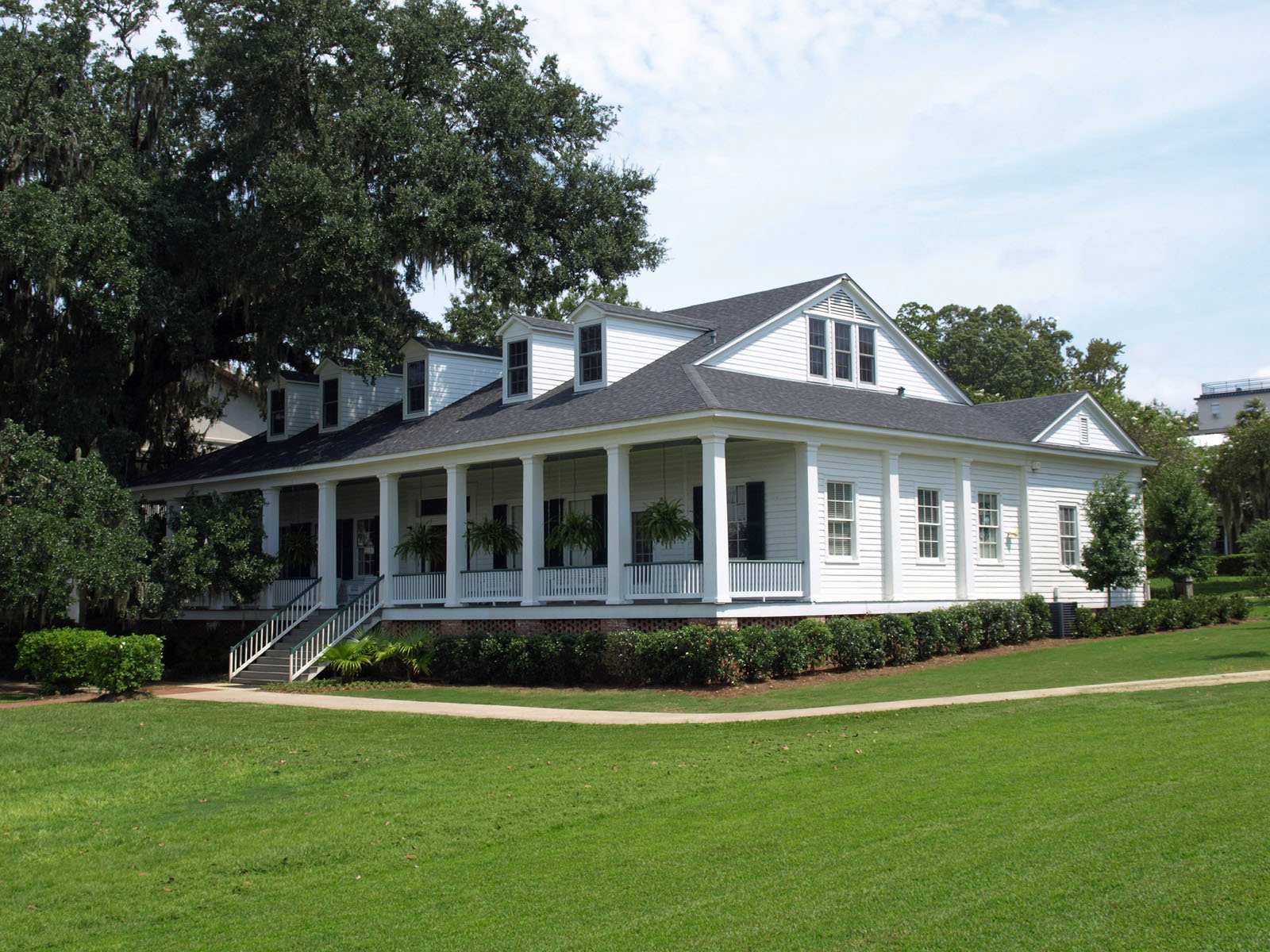
Бейсайд-Академи
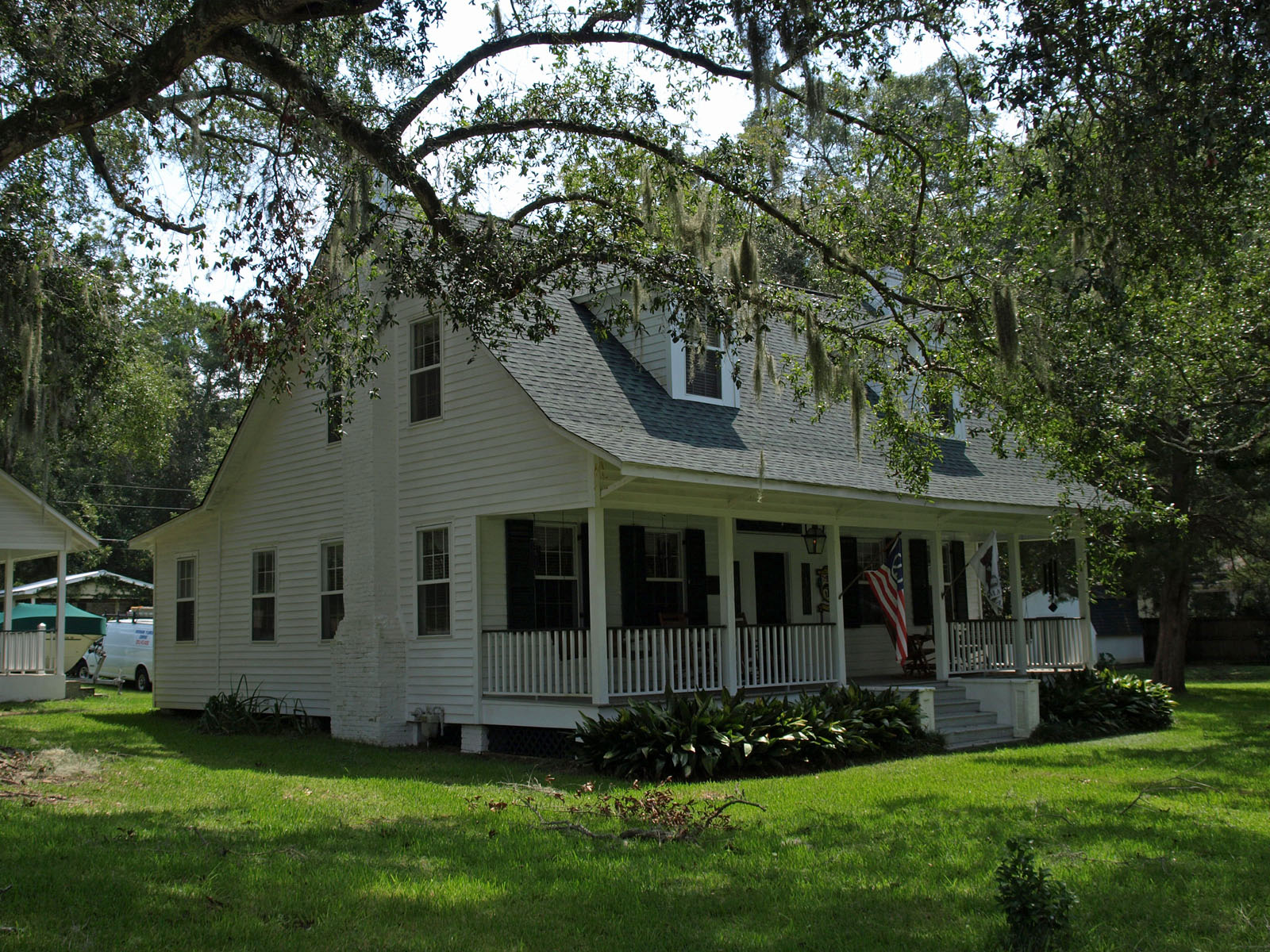
Дом Макмиллана
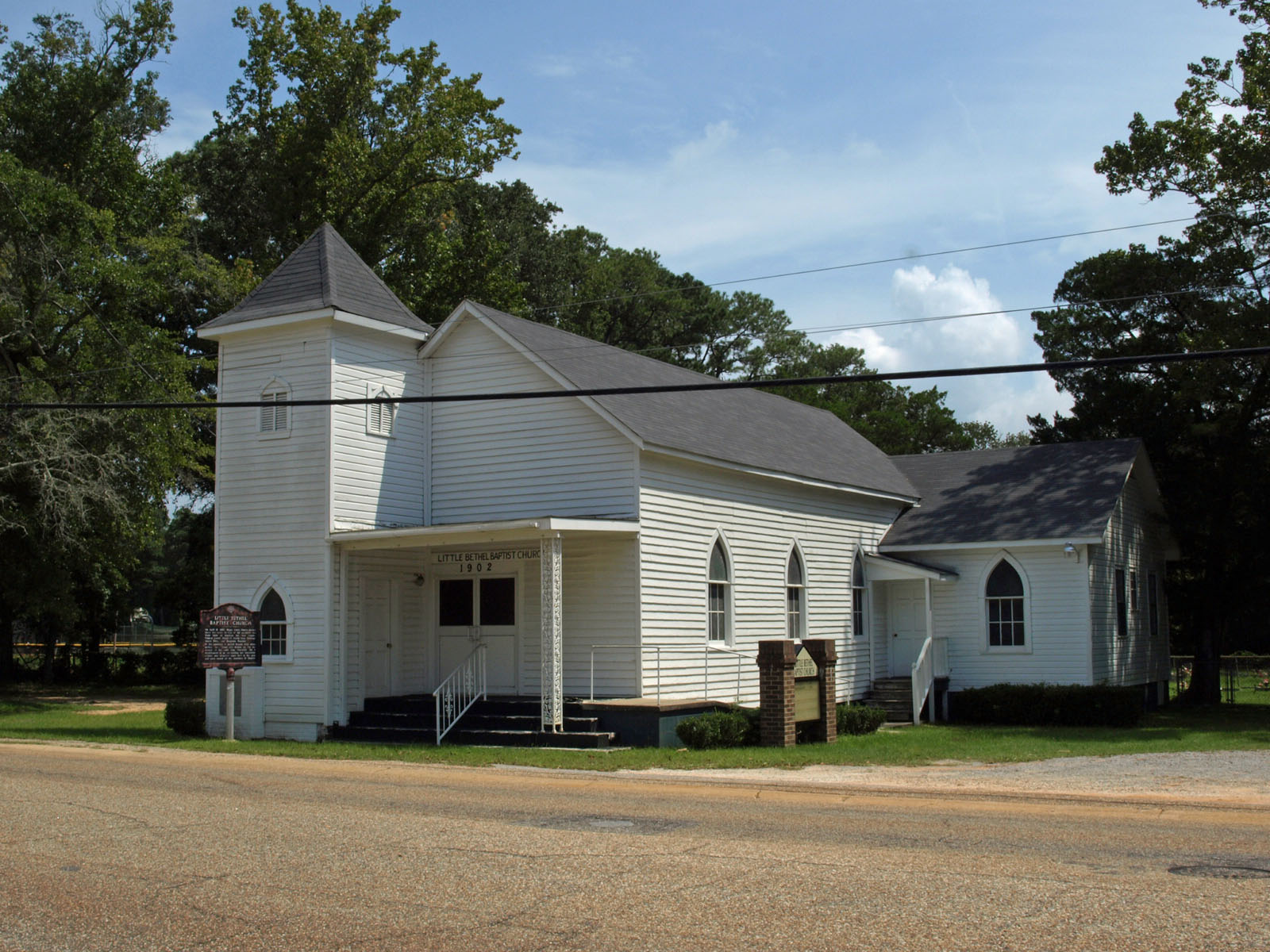
Баптистская церковь
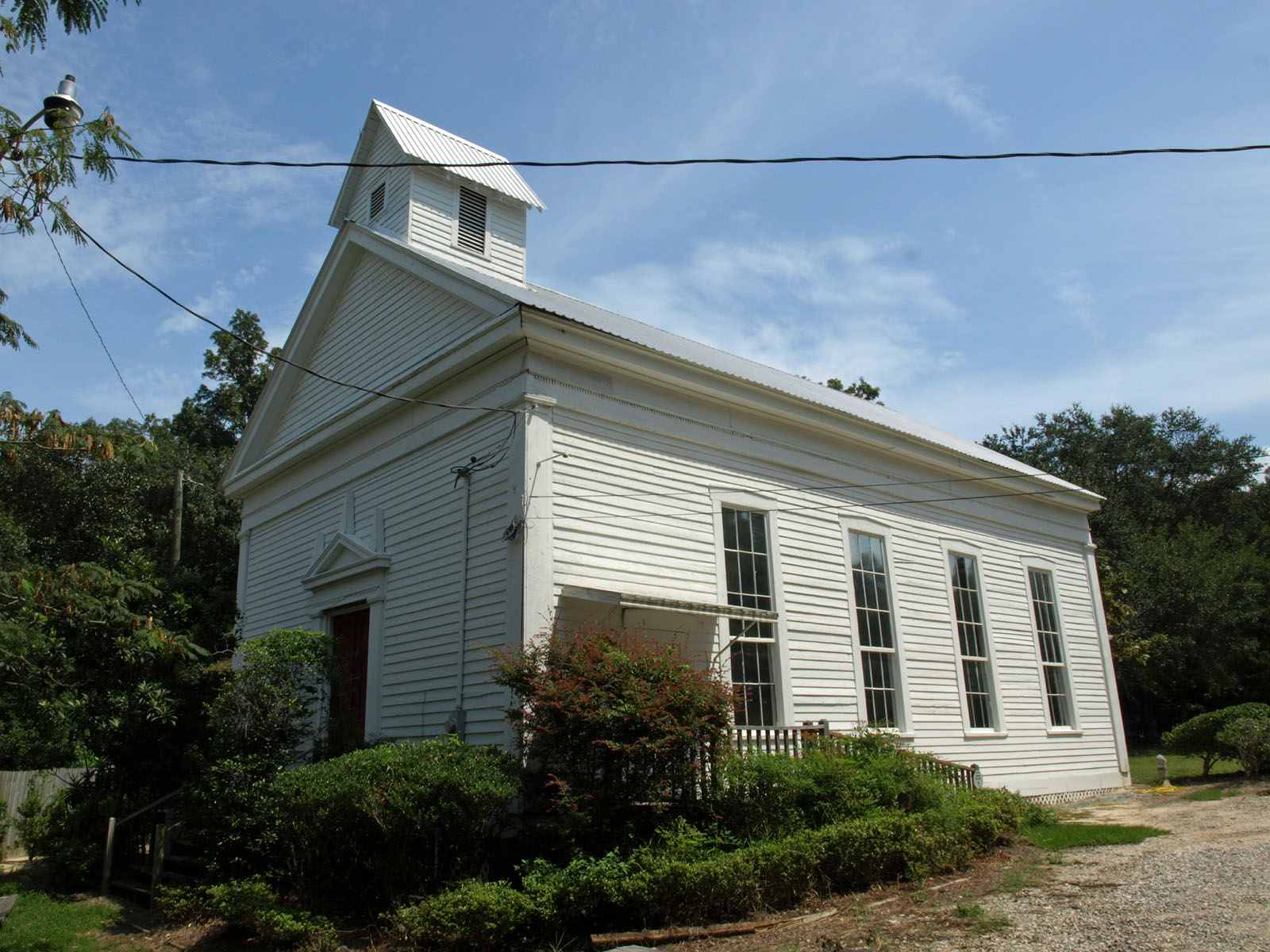
Бывшая методистская церковь
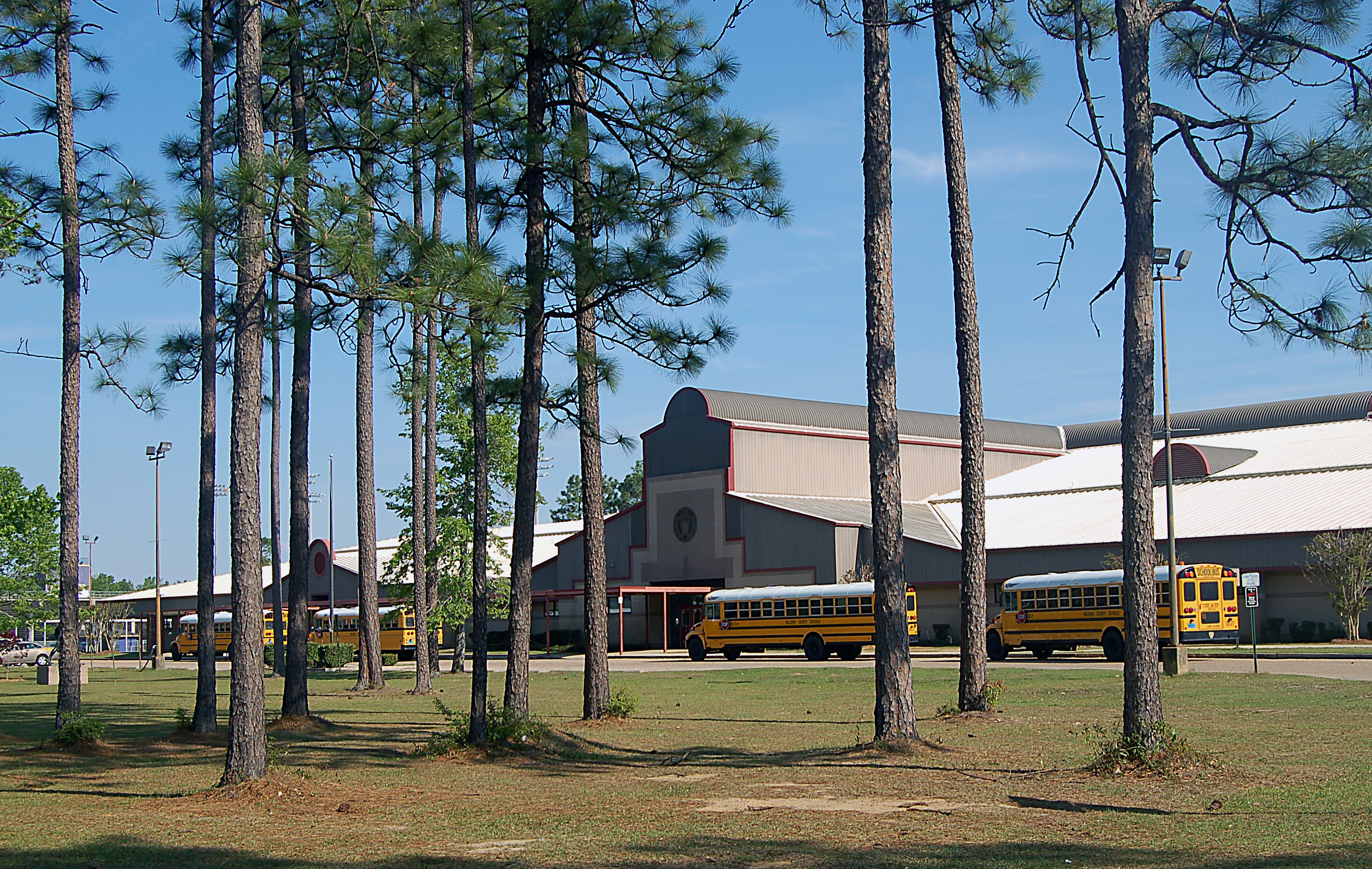
Средняя школа
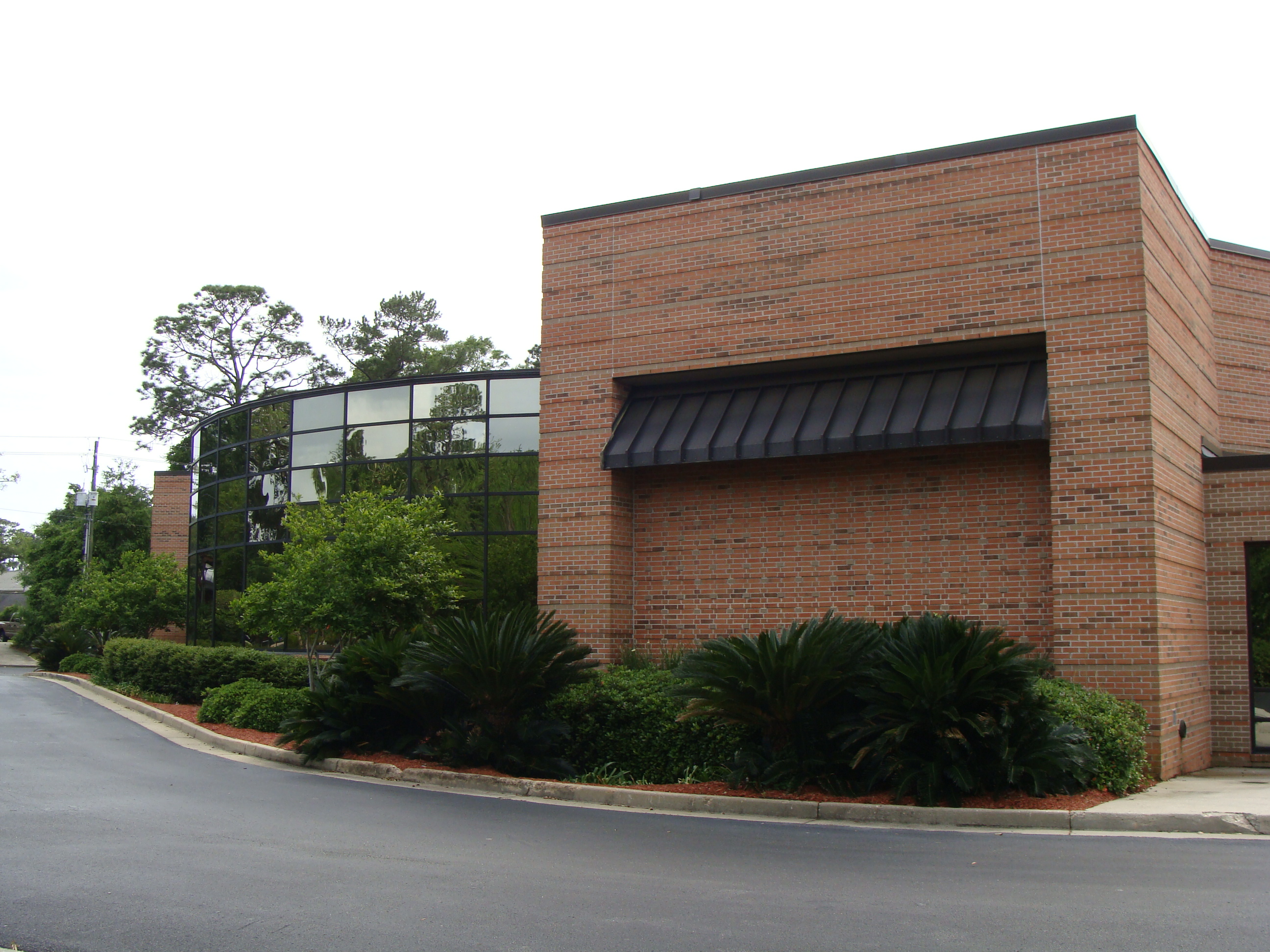